# دورا بارتون
دورا بارتون (بالإنجليزية: Dora Barton)‏ هي ممثلة بريطانية (وحملت سابقاً جنسية المملكة المتحدة لبريطانيا العظمى وأيرلندا)، ولدت في 1884 بلندن في المملكة المتحدة، وتوفيت بنفس المكان في 1966.

## وصلات خارجية
- دورا بارتون على موقع IMDb (الإنجليزية)
- دورا بارتون على موقع قاعدة بيانات الفيلم (الإنجليزية)